# Maury, Pyrénées-Orientales
Maury (în catalană Maurí) este o comună în departamentul Pyrénées-Orientales din sudul Franței. În 2009 avea o populație de 880 de locuitori.

## Evoluția populației
| An        | 1975  | 1982 | 1990 | 1999 | 2006 | 2009 |
| --------- | ----- | ---- | ---- | ---- | ---- | ---- |
| Populație | 1.059 | 982  | 916  | 850  | 901  | 880  |